# Rev Ier d'Ibérie
Rev Ier d'Ibérie le Juste (en géorgien რევ I მართალი, Rev Mart'ali) est un roi d'Ibérie ou Karthli de la dynastie arsacide ayant régné entre 189 à 216.

## Biographie
Selon la Chronique géorgienne, il est le fils d'un roi arsacide — vraisemblablement, selon Cyrille Toumanoff, Vologèse V, Grand-Roi des Parthes de 191 à 207 et roi d'Arménie de 180 à 191 — et de la sœur du roi d'Ibérie Amazap II.
Il devient roi après la défaite et la mort de son oncle qui, vainqueur des armées ossètes, est devenu un tyran.
Il aurait épousé Sepelia, la fille d'un logothète grec. La reine aurait érigé une statue d'Aphrodite dans la capitale géorgienne, Mtskheta. Rev Ier aurait également prohibé les sacrifices humains en Géorgie, d'où son surnom de Juste.
Il a eu pour successeur son fils Vatché Ier.